# Vacrothele yaginumai
Espèce
Synonymes
- Macrothele yaginumai Shimojana & Haupt, 1998

Vacrothele yaginumai est une espèce d'araignées mygalomorphes de la famille des Macrothelidae.

## Distribution
Cette espèce est endémique des îles Yaeyama dans l'archipel Nansei au Japon,.

## Description

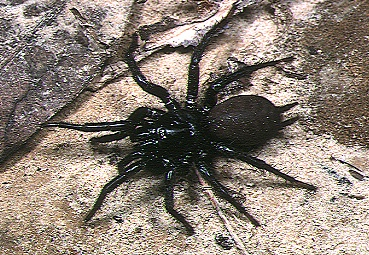
Macrothele yaginumai ♀

Le mâle holotype mesure 13,0 mm et la femelle paratype 19,7 mm.

## Systématique et taxinomie
Cette espèce a été décrite sous le protonyme Macrothele yaginumai par Shimojana et Haupt en 1998. Elle est placée dans le genre Vacrothele par Shao, Zhou et Lin en 2025.

## Étymologie
Cette espèce est nommée en l'honneur de Takeo Yaginuma.

## Publication originale
- Shimojana & Haupt, 1998 : « Taxonomy and natural history of the funnel-web spider genus Macrothele (Araneae: Hexathelidae: Macrothelinae) in the Ryukyu Islands (Japan) and Taiwan. » Species Diversity, vol. 3, no 1, p. 1-15 (texte intégral).